# Marret Bohn

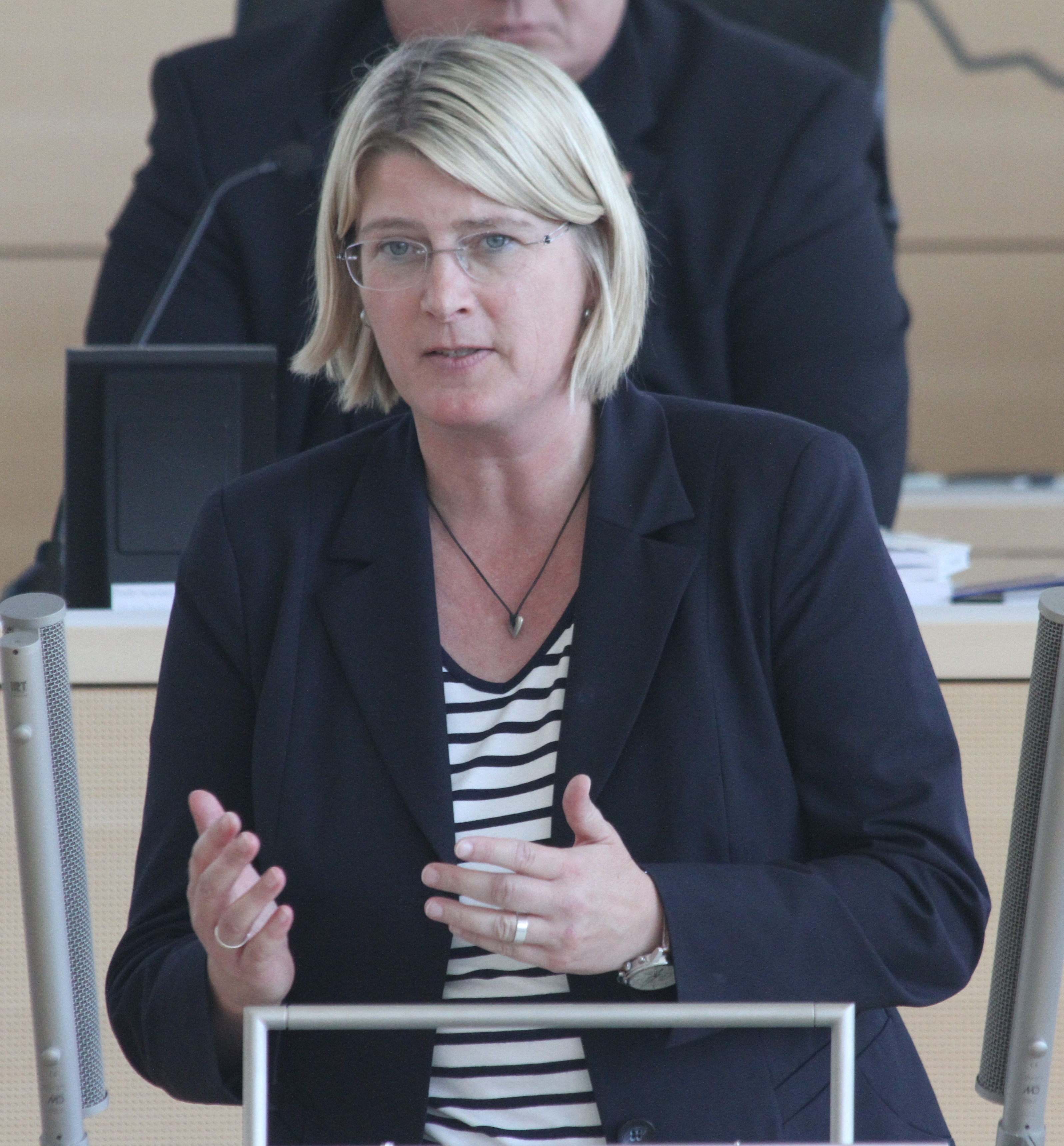
Marret Bohn (2016)

Marret Bohn (* 9. August 1964 in Wyk auf Föhr) ist eine deutsche Politikerin (Bündnis 90/Die Grünen) und Ärztin. Von 2009 bis 2022 war sie Abgeordnete im Landtag von Schleswig-Holstein. Dort war sie von 2012 bis 2022 die parlamentarische Geschäftsführerin der Fraktion Bündnis 90/Die Grünen.

## Leben, Beruf und Ehrenamt
Marret Bohn wuchs auf in Wyk auf Föhr auf und besuchte dort von 1974 bis 1983 das Gymnasium. Nach dem Abitur studierte sie bis 1989 an der Universität Hamburg Medizin und arbeitete nach Erlangung der Promotion 1996 als Fachärztin für Innere Medizin. Seit 2003 ist sie zusätzlich auch Sozialmedizinerin.
Bohn trat 2007 bei der Partei Bündnis 90/Die Grünen ein und ist seit 2009 Mitglied im Parteirat von Bündnis 90/Die Grünen in Schleswig-Holstein.

## Politische Wahlämter
Bei der Kommunalwahl im Mai 2008 war sie Spitzenkandidatin ihrer Partei im Kreis Rendsburg-Eckernförde und wurde Kreistagsabgeordnete und stellvertretende Fraktionsvorsitzende.
Bei den Landtagswahlen 2009, 2012 und 2017 trat sie als Kandidatin für den Landtagswahlkreis Rendsburg-Ost (2009) bzw. im Landtagswahlkreis Rendsburg (2012 und 2017) an. Sie zog jeweils über die Landesliste in den Landtag von Schleswig-Holstein ein.
Ab 2009 war sie Mitglied im Sozialausschuss und Vorsitzende des Fraktionsarbeitskreises Soziales, war 2009 bis 2012 Mitglied im Petitionsausschuss und war ab 2012 Parlamentarische Geschäftsführerin der Landtagsfraktion von Bündnis 90/Die Grünen. Des Weiteren war Bohn Mitglied im Sozialausschuss. Sie war Vorsitzende des FAK Soziales. Bei der Landtagswahl 2022 kandidierte sie nicht erneut.